# Simmärke

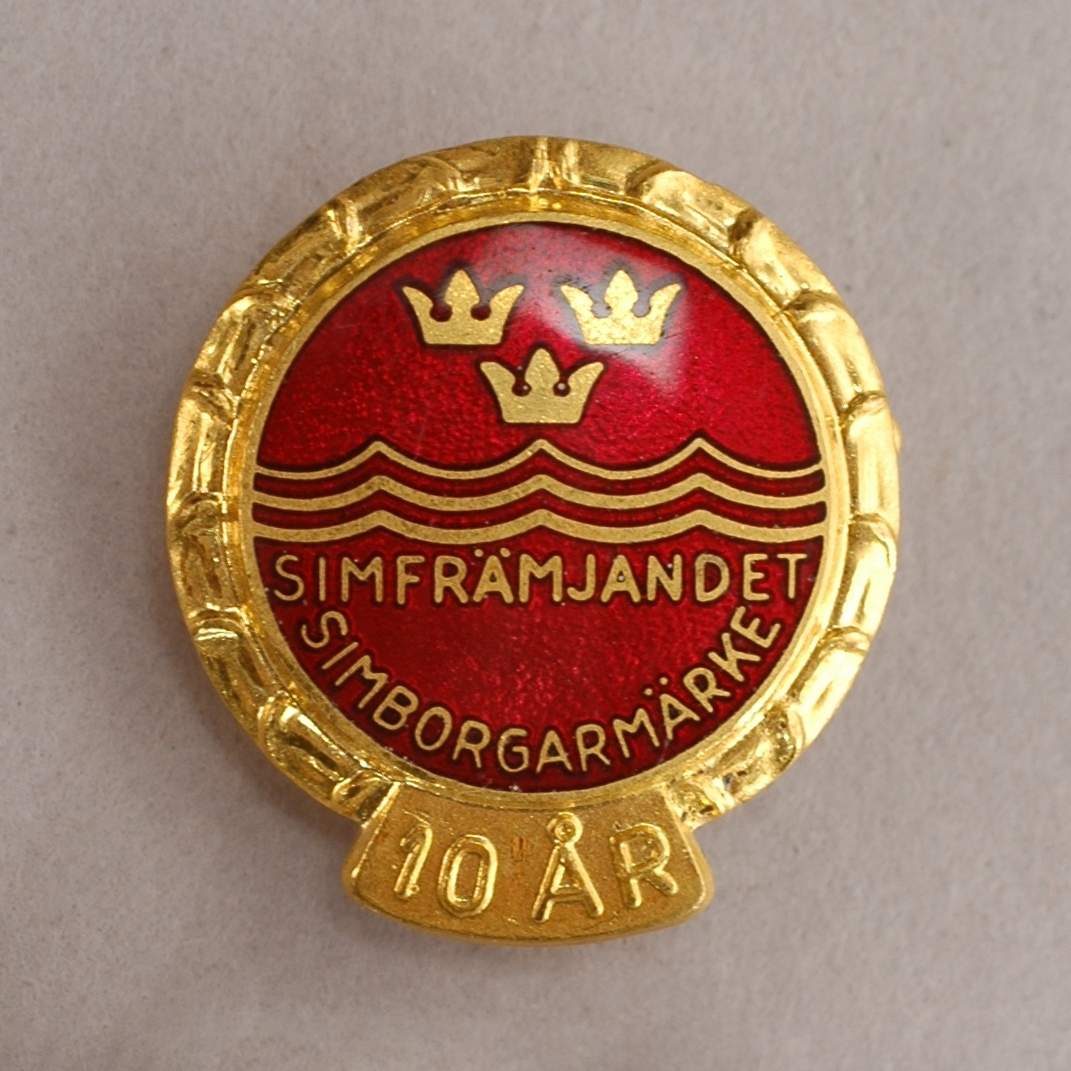
Simborgarmärket, 10 år

Ett simmärke är ett utmärkelsetecken som man har rätt att köpa om man klarat av vissa moment inom simningen. De används flitigt inom simundervisning i Sverige men används också i andra länder, till exempel Tyskland.
I Sverige räknas simmärket som ett idrottsmärke. De administreras och tillhandahålls av två parter. De har också gemensamma simmärken.
- Svenska Simförbundet, fungerar som motivationshöjare vid inlärning av såväl vattenvana och simteknik som vid motionssimning. Simförbundet distribuerar också simmärken för simsporterna simhopp och vattenpolo.[2][3]
- Svenska Livräddningssällskapet, kallas även kunskapsbevis, den röda tråden i Svenska Livräddningssällskapets pedagogik och simundervisning. Kunskapssteg för att uppnå vattensäkerhet (vattenvana, simning och livräddning).[4]

## Gemensamma simmärken i Sverige

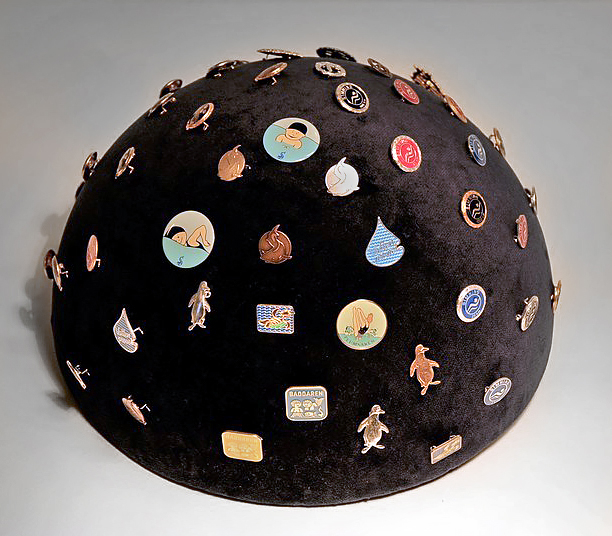
Simmärken bl a Baddaren, Pingvinen, Sköldpaddan, Plumsaren, Hajen, Simsättsmärke Bröstsim, Vattenprovet och Simborgarmärket 50 år.

Svenska Livräddningssällskapet och Svenska Simförbundet distribuerar och gör reklam för två uppsättningar gemensamma simmärken: Simborgarmärket och Kilometermärket. Märkena administreras av Svenska Simförbundet. Simmärkenas enda krav är distanssimning av olika längd.
| - Simborgarmärket - Simborgarmärket 5 år - Simborgarmärket 10 år - Simborgarmärket 25 år - Simborgarmärket 40 år - Simborgarmärket 50 år | - Kilometermärket 1km - Kilometermärket 5km - Kilometermärket 10km - Kilometermärket 25km - Kilometermärket 50km - Kilometermärket 100km - Kilometermärket 250km - Kilometermärket 500km - Kilometermärket 1000km |

## Svenska Simförbundets simmärken

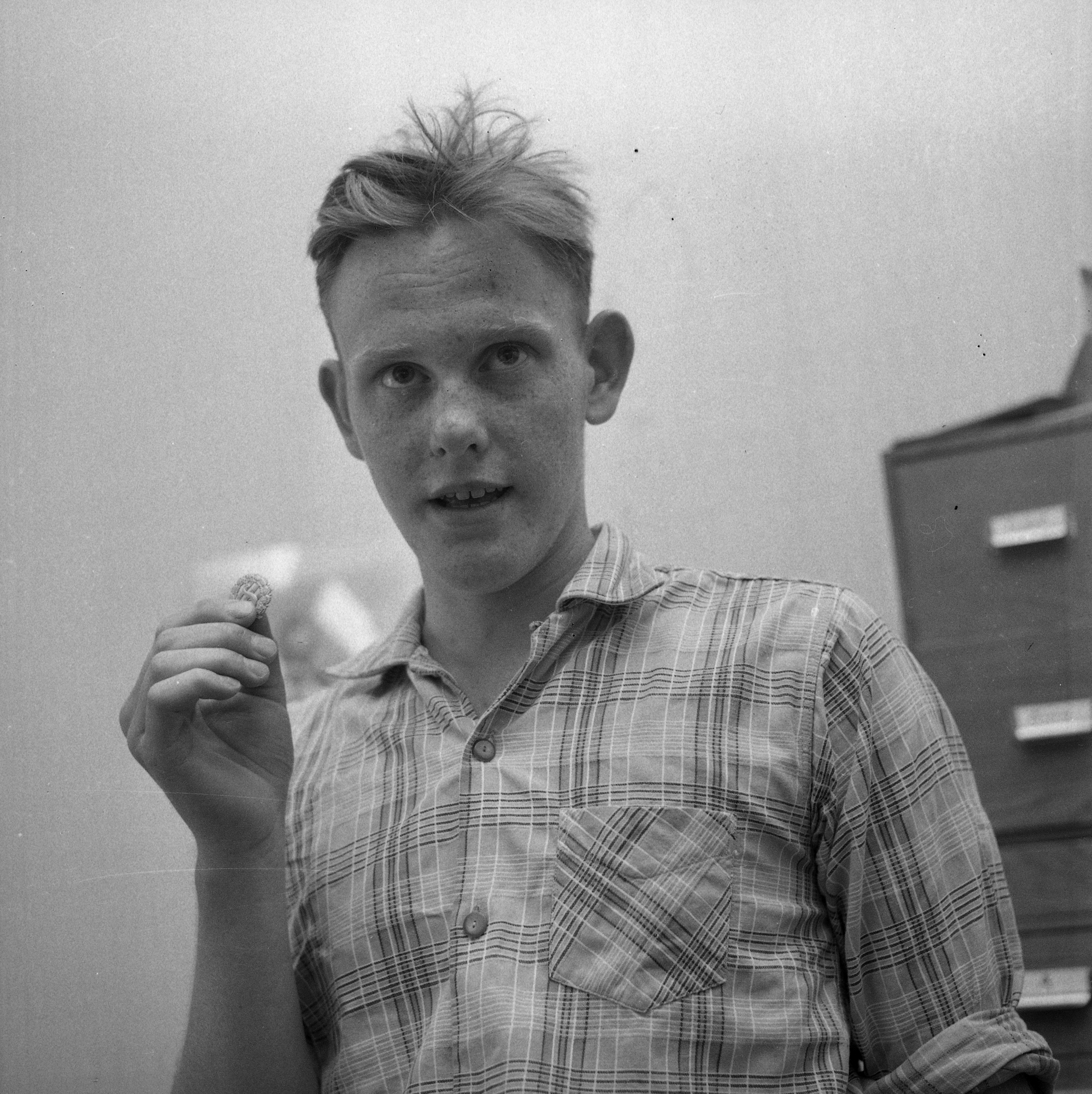
"16-åring Örebros första guldmagister sommaren 1959"

| - Baddaren Grön - Baddaren Blå - Baddaren Gul - Sköldpaddan - Bläckfisken - Pingvinen Silver - Pingvinen Guld - Silverfisken - Guldfisken - Hajen Brons - Hajen Silver - Hajen Guld - Vattenprovet - Vattenprovet Öppet vatten | - Simsättsmärke Fjärilsim - Simsättsmärke Ryggsim - Simsättsmärke Bröstsim - Simsättsmärke Crawl - Järnmärket - Bronsmärket - Silvermärket - Kandidaten - Järnmagistern - Bronsmagistern - Silvermagistern - Guldmagistern - Guldemaljmagistern - Elitmagistern |

## Svenska Simförbundets hopp- och vattenpolomärken
| - Vattenpolobollen brons - Vattenpolobollen silver - Vattenpolobollen guld | - Plumsaren - Hoppmärke järn - Hoppmärke brons - Hoppmärke silver - Hoppmärke guld |

## Svenska Livräddningssällskapets kunskapsbevis

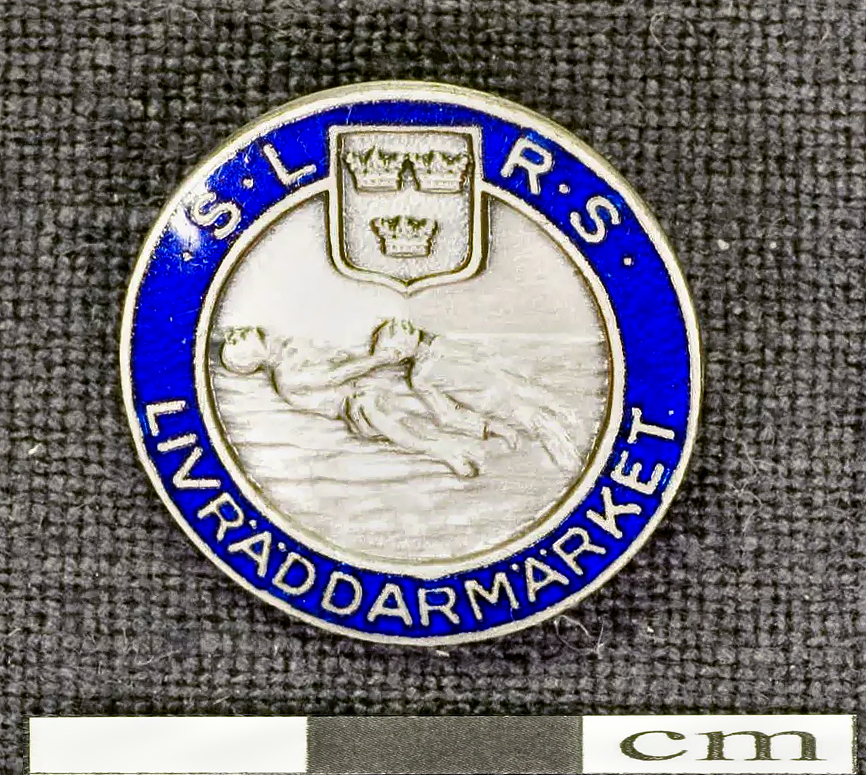
SLRS Livräddarmärket 1946

| - Solmärket - Droppen - Doppingen - Krabban blå - Krabban röd - Livbojen blå - Livbojen röd - Livbojen grön - Silvergrodan - Grodan rygg blå - Guldgrodan - Grodan rygg grön - Silversälen - Guldsälen | - Järnbojen - Bronsbojen - Silverbojen - Guldbojen - Elitbojen - Delfinen silver - Delfinen guld - Sjöstjärnan blå - Sjöstjärnan röd - Silverisbjörnen - Guldisbjörnen - Elitdelfin silver - Elitdelfin guld |